# Монто (Верхняя Гаронна)
Монто́ (фр. и окс. Montaut) — коммуна во Франции, находится в регионе Юг — Пиренеи. Департамент — Верхняя Гаронна. Входит в состав кантона Карбон. Округ коммуны — Мюре.
Код INSEE коммуны — 31361.

## География
Коммуна расположена приблизительно в 620 км к югу от Парижа, в 31 км к юго-западу от Тулузы.
По территории коммуны протекают реки Гаронна и Лез.

## Климат
Климат умеренно-океанический. Зима мягкая и снежная, весна характеризуется сильными дождями и грозами, лето сухое и жаркое, осень солнечная. Преобладают сильные юго-восточные и северо-западные ветры.

## Население
Население коммуны на 2010 год составляло 510 человек.
| 1962 | 1968 | 1975 | 1982 | 1990 | 1999 | 2010 |
| ---- | ---- | ---- | ---- | ---- | ---- | ---- |
| 266  | 250  | 316  | 362  | 374  | 440  | 510  |

## Администрация
| Период | Период | Фамилия      | Партия | Примечания |
| ------ | ------ | ------------ | ------ | ---------- |
| 2001   | 2014   | Робер Дельма |        |            |
| 2014   | 2020   | Пьер Вьель   |        |            |

## Экономика
В 2010 году среди 323 человек трудоспособного возраста (15—64 лет) 250 были экономически активными, 73 — неактивными (показатель активности — 77,4 %, в 1999 году было 70,7 %). Из 250 активных жителей работали 233 человека (126 мужчин и 107 женщин), безработных было 17 (10 мужчин и 7 женщин). Среди 73 неактивных 30 человек были учениками или студентами, 25 — пенсионерами, 18 были неактивными по другим причинам.